# Acalolepta breuningi
Acalolepta breuningi là một loài bọ cánh cứng trong họ Cerambycidae.